# 디어 에반 핸슨
디어 에반 핸슨(영어: Dear Evan Hansen)은 벤지 파섹, 저스틴 폴이 작곡 및 작사를 하고 스티븐 레벤슨이 극본을 쓴 성장 뮤지컬이다.